# Леспези (Вранча)
Леспези (рум. Lespezi) насеље је у Румунији у округу Вранча у општини Хомоча. Oпштина се налази на надморској висини од 111 m.

## Становништво
Према подацима из 2002. године у насељу је живело 1261 становника, од којих су сви румунске националности.